# 伍德特拉普 (亞利桑那州)
伍德特拉普（英語：Wood Trap）是位於美國亞利桑那州亞瓦派縣的一個非建制地區。該地的面積和人口皆未知。

## 地理
伍德特拉普的座標為34°36′28″N 112°47′59″W / 34.60778°N 112.79972°W，而該地的平均海拔高度為1348米（即4423英尺）。